# Ramón Riu Vendrell
Ramón Riu Vendrell (1859-post. 1924) fue un periodista y político español.

## Biografía
Nacido el 13 de septiembre de 1859 en la localidad leridana de Solsona, colaboró en El Posibilista y El Demócrata de Lérida, además de dirigir El Eco Posibilista de Manresa. También colaboró en La Publicidad de Manresa, El País de Lérida y la Gaceta de Cataluña de Barcelona, además de ser redactor de La Publicidad de Barcelona. Fue presidente de la Diputación Provincial de Lérida de 1923 a 1924.